# Adi Klimanschewsky
Adolf „Adi“ Klimanschewsky (* 1918 in Halle (Saale); † 25. Dezember 1975 in Berlin) war ein deutscher Autor und Sportjournalist.

## Leben
Klimanschewsky war zunächst selbst Radrennfahrer, ohne dabei größere Erfolge zu erzielen. Seine ersten sportlichen Schritte unternahm er auf der Radrennbahn am Böllberger Weg in seiner Heimatstadt Halle an der Saale.
Nach dem Zweiten Weltkrieg absolvierte er ein Journalistikstudium und war danach als Sportjournalist für verschiedene Tageszeitungen wie Deutsches Sportecho, Berliner Zeitung und Junge Welt sowie als Autor von Sportbüchern freischaffend tätig. Für den Allgemeinen Deutschen Nachrichtendienst (ADN) berichtete er von internationalen Großereignissen wie der Friedensfahrt und vielen Weltmeisterschaften im Radsport.
Später wurde er Redakteur der Radsportzeitung Illustrierter Radrennsport und danach Chefredakteur der Fachzeitschrift Der Radsportler, für die er auch das Gros der Artikel schrieb. Klimanschewsky trug ein umfangreiches Radsportarchiv mit zahlreichen Originalen zeitgenössischer Radsportgeschichte zusammen. 1955 würdigte er die bisherigen deutschen Weltmeister im Radsport in einem Sammelband.
Daneben betätigte er sich als Funktionär im Radsport, so im Organisationsstab von Rund um Berlin und der DDR-Rundfahrt. Anfang der 1950er Jahre war er zeitweise ehrenamtlicher Generalsekretär im Präsidium der Sektion Radsport der DDR, dem Vorläufer des Deutschen Radsport-Verbandes der DDR.
Viele Jahre unterstützte er das Präsidium des Deutschen Radsportverbandes der DDR als Pressesprecher bei Veranstaltungen wie den Bahnradsport-Weltmeisterschaften und Straßenradsport-Weltmeisterschaften 1960 in der DDR.

## Werke
- Adolf Klimanschewsky: Friedensfahrt: Warschau Berlin Prag – Ein Erlebnisbericht von der Friedensfahrt 1952. Sportverlag, Berlin 1952
- Adolf Klimanschewsky: Der entfesselte Weltmeister,- Biografien bekannter Radfahrer von Walter Rütt bis Toni Merkens. Sportverlag, Berlin 1955
- Adolf Klimanschewsky: Täve – Das Lebensbild eines Sportlers unserer Zeit. Sportverlag, Berlin 1955
- Adolf Klimanschewsky und Karl Wagner: Der Straßenfahrer. Sportverlag, Berlin 1955
- Adolf Klimanschewsky, Lothar Branzke, Egon Lemke, Ingeburg Thieme, Klaus Ullrich, Horst Werner: Friedensfahrt. Gewidmet der XV. Internationalen Radfernfahrt für den Frieden. Sportverlag, Berlin 1962